# Decapterus macarellus
Decapterus macarellus är en fiskart som först beskrevs av Cuvier, 1833.  Decapterus macarellus ingår i släktet Decapterus och familjen taggmakrillfiskar. Inga underarter finns listade i Catalogue of Life.